# فوناسالن
فوناسالن (به سوئدی: Funäsdalen) یک منطقهٔ مسکونی در سوئد است که در بخش هریدالن واقع شده‌است. فوناسالن ۱٫۷۵ کیلومتر مربع مساحت و ۸۹۰ نفر جمعیت دارد.